# Staza Jeddah
Staza Jeddah (arp. حلبة كورنيش جدة) je automobilistička staza u mjestu Džeda u Saudijskoj Arabiji. Stazu je dizajnirala kompanija Tilke, koju je utemeljio poznati dizajner F1 staza Herman Tilke, a trenutno je domaćin Velike nagrade Saudijske Arabije u Formuli 1. 

## Konfiguracija staze
Staza je smještena u regiji Corniche, 30 km dugom obalnom području drevnoga arapskoga grada Džede, a dizajnirana je da bude najbrža ulična staza u povijesti Formule 1. Staza je druga najduža u kalendaru (6174 m) iza Spa Francorchampsa (7004 m), te druga najbrža staza (prosjek oko 252 km/h), sporija tek od najbrže staze u kalendaru Monze. Sastoji se od 27 zavoja, najviše od svih staza u kalendaru, i čak tri DRS zone, a jedan od najzahtjevnijih zavoja je zavoj broj 13, dugi lijevi zavoj nagnut pod kutom od 12 stupnjeva koji jako opterećuje desne gume. Iako je staza brza, na nekim je mjestima vrlo uska. Prvi sektor staze ima najmanju prosječnu brzinu s prilično sporim prvim i drugim zavojem, a nakon toga slijede srednje brzi zavoji 4,6,7,8 i 10 dok se zavoji 3, 5, 9, 11 i 12 prolaze punim gasom. Drugi sektor započinje brzim nagnutim zavojem broj 13, a nakon toga vozači jedva puštaju nogu s gasa sve do kraja sektora odnosno zavoja 22 s kojim počinje treći sektor i završava prva DRS zona. Nakon kočenja za 22. zavoj opet slijedi dugi period punoga gasa sve do posljednjega zavoja broj 27, a prije njega završava druga DRS zona i nakon toga slijedi izlazak na startno ciljni pravac na kojem je treća DRS zona. Džeda ima jednu od najvrućih klima u kalendaru Formule 1 s prosječnim temperaturama u prosincu od 30.7 Celzijevih stupnjeva, ali start utrke je najkasniji cijele sezone (20:30 h prema lokalnom vremenu).

## Vanjske poveznice
- Djeddah - Stats F1